# Odette Jasse
Odette Jasse, née à Saint-Victoret le 21 août 1899 et morte à Marseille le 9 janvier 1949, est une astronome française. Elle mène une carrière scientifique et administrative à l'Observatoire de Marseille. 

## Biographie
Sa mère est institutrice et son père inspecteur des douanes. Odette Jasse fait ses études au lycée de jeunes filles de Marseille puis à la faculté des sciences. Licenciée ès sciences mathématiques et physique, elle entre en 1920 à l'observatoire de Marseille en qualité de stagiaire.
Elle y réalise l'observation de petites planètes, celles des occultations d’Aldébaran par la Lune, et photographie des comètes.
Faisant fonction d’aide astronome depuis 1924, elle est nommée officiellement à cette fonction en 1927, après l’obtention de son diplôme d'études supérieures de physique, pour lequel elle effectue des recherches de spectroscopie au laboratoire d’Henri Buisson.
Secrétaire de la commission météorologique départementale des Bouches-du-Rhône, elle est chargée de la publication de son bulletin annuel, avec la collaboration de Marie-Louise Achard, employée aux écritures et aux observations météorologiques. 
Pendant 24 ans, Odette Jasse est également secrétaire de rédaction du Journal des Observateurs, publication internationale fondée en 1915 à Marseille pour remplacer la revue allemande Astronomische Nachrichten. À partir de 1934, elle assume aussi l’administration de l'Observatoire. Toutes ces tâches administratives ne lui laissent jamais le temps de passer son doctorat ès sciences.
Après la mort prématurée d'Odette Jasse, Marie-Louise Achard la remplace à l'administration de l’observatoire.

## Hommages
Une rue du 15e arrondissement de Marseille porte son nom.